# Nouakchotts flygplats
Nouakchott flygplats (Franska: Aéroport de Nouakchott) (IATA: NKC, ICAO: GQNN) är en internationell flygplats i Nouakchott, Mauretaniens huvudstad. Fram till slutet av 2010 tjänade flygplatsen som ett nav för Mauritania Airways, som var ett delstatligt flygbolag. I slutet av november grundades Mauritania Airlines International som svar på nedläggningen av Mauritania Airways, och har sin bas vid flygplatsen.

## Flygbolag och destinationer
| Flygbolag                         | Destinationer                                                                                        |
| --------------------------------- | --- |
| Air Algérie                       | Alger                                                                                                |
| Air France                        | Paris, Conakry                                                                                       |
| CanaryFly                         | Gran Canaria                                                                                         |
| Mauritania Airlines International | Abidjan, Bamako, Brazzaville, Casablanca, Conakry, Cotonou, Dakar, Gran Canaria, Nouadhibou, Zouérat |
| Royal Air Maroc                   | Casablanca                                                                                           |
| Sénégal Airlines                  | Dakar                                                                                                |
| Tunisair                          | Tunis                                                                                                |
| Turkish Airlines                  | Istanbul-Atatürk                                                                                     |
| Ukraine International Airlines    | Charter: Kiev                                                                                        |